# Gaius Memmius (tribunus plebis in 111 v.Chr.)
Gaius Memmius was tribunus plebis in 111 v.Chr.
Hij bracht de oorlog met Jugurtha teweeg, nadat hij de door deze in het werk gestelde omkopingen had verijdeld. Hij was een vinnig bestrijder van de optimates en inzonderheid van Aemilius Scaurus, die hij een openlijk aan de kaak stelde.
Toen hij in 99 v.Chr. met Gaius Servilius Glaucia naar het consulaat dong, liet deze – met de steun van Lucius Appuleius Saturninus – hem voor het oog van de volksvergadering vermoorden, om zich van zulk een geweldig mededinger te ontdoen.
Zijn tijdgenoten roemden zijn welsprekendheid.

## Referentie
- art. Memmii (1), in F. Lübker - trad. ed. J.D. Van Hoëvell, Classisch Woordenboek van Kunsten en Wetenschappen, Rotterdam, 1857, p. 599.